# Paddy Irish Whiskey
 Paddy é uma marca de whiskey irlandês produzido pela Irish Distillers, na destilaria Midleton, no condado de Cork. A Irish Distillers deteve a marca até à sua venda à Sazerac, uma empresa privada norte-americana, em 2016. Desde aí que o Paddy se tornou o whiskey irlandês mais vendido em todo o  mundo.

## História
A Cork Distilleries Company foi fundada em 1867 para fundir quatro destilarias na cidade de Cork (North Mall, Green, Watercourse Road e Daly's). Em 1869 juntou-se ainda a este grupo uma quinta destilaria, a Middleton.
Em 1882, a empresa contratou um jovem de Cork chamado Paddy Flaherty, como vendedor. Nas suas visitas comerciais aos pubs de Cork, Flaherty apresentava o seu produto sob o nome pouco apelativo de Cork Distilleries Company Old Irish Whiskey. A sua técnica de vendas (que incluía rodadas gratuitas de bebidas para os clientes) era tão boa, que quando os donos dos pubs precisavam de novo fornecimento, eles encomendavam à destilaria caixas de "whiskey do Paddy Flaherty".
Em 1912, já o seu nome se tinha tornado sinónimo do whiskey que vendia, e em sua honra, a destilaria deu oficialmente o seu nome ao whiskey, chamando-lhe Paddy Irish Whiskey.
Na Irlanda das décadas de 20 e 30, o whiskey era vendido em barris pela destilaria aos grossistas, que por sua vez o revendiam aos pubs. Para prevenir flutuações na qualidade, via diluição pelos grossistas, a Cork Distilleries Company decidiu passar a engarrafar o seu próprio whiskey, conhecido como Paddy, tendo sido umas das primeiras destilarias a fazê-lo.